# Polisportiva Sassari Torres 1996-1997
Questa pagina raccoglie le informazioni riguardanti la Polisportiva Sassari Torres nelle competizioni ufficiali della stagione 1996-1997.

## Rosa
| N. |                   | Ruolo | Calciatore           |
| -- | ----------------- | ----- | -------------------- |
|    | Italia (bandiera) | A     | Giovanni Bonavita    |
|    | Italia (bandiera) | C     | Fabio Chessa         |
|    | Italia (bandiera) | D     | Luigi Dettori        |
|    | Italia (bandiera) | D     | Andrea Fantini       |
|    | Italia (bandiera) | A     | Francesco Fiori      |
|    | Italia (bandiera) | P     | Marco Fortin         |
|    | Italia (bandiera) | C     | Alessandro Frau      |
|    | Italia (bandiera) | D     | David Guidi          |
|    | Italia (bandiera) | D     | Sandro Luceri        |
|    | Italia (bandiera) | D     | Lorenzo Lungheu      |
|    | Italia (bandiera) | A     | Giovanni Manunta     |
|    | Italia (bandiera) | A     | Alessandro Marcelino |
|    | Italia (bandiera) | D     | Gianluca Masia       |

| N. |                   | Ruolo | Calciatore             |
| -- | ----------------- | ----- | ---------------------- |
|    | Italia (bandiera) | C     | Alessandro Monticciolo |
|    | Italia (bandiera) | A     | Salvatore Mulas        |
|    | Italia (bandiera) | D     | Michele Pau            |
|    | Italia (bandiera) | C     | Paolo Perugi           |
|    | Italia (bandiera) | C     | Luca Piga              |
|    | Italia (bandiera) | P     | Michele Pintauro       |
|    | Italia (bandiera) | A     | Giovanni Rassu         |
|    | Italia (bandiera) |       | Ruiu                   |
|    | Italia (bandiera) | C     | Claudio Sabatelli      |
|    | Italia (bandiera) | C     | Giovanni Sulcis        |
|    | Italia (bandiera) | D     | Alfredo Trovalusci     |
|    | Italia (bandiera) | C     | Roberto Vacca          |